# Appiano sulla Strada del Vino

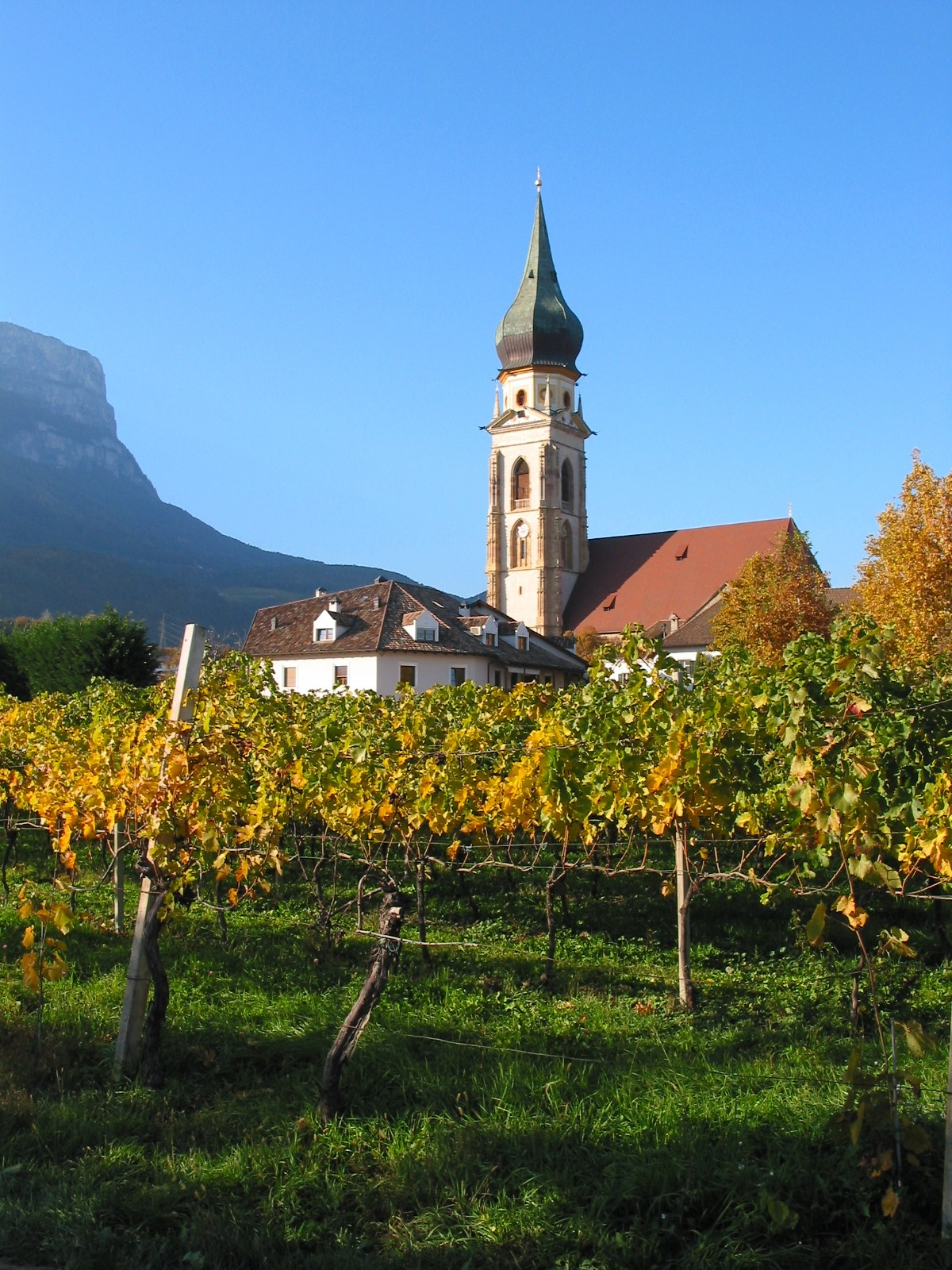
San Paolo / Sankt Pauls.

Appiano sulla Strada del Vino (en alemán Eppan an der Weinstraße) es un municipio italiano de 13.325 habitantes (2005) de la Provincia Autónoma de Bolzano. Appiano está formado por varias localidades más pequeñas; las más importantes son San Michele/Sankt Michael (sede del municipio), San Paolo/Sankt Pauls y Cornaiano/Girlan.
La población, según los datos del censo de 2001, es predominantemente de habla alemana (87,16%). 
El 12,47% es de habla italiana y un pequeño 0,37% tiene por lengua materna el ladino.
El municipio de Appiano se encuentra enmarcado en la región vitivinícola del Oltradige y en el comprensorio del Oltradige-Bassa Atesina.

## Geografía
Dista pocos kilómetros de la capital, Bolzano, a la que está conectada por carretera y por carril bici.
En el territorio municipal se encuentran los dos Lagos de Monticolo (Grande y Piccolo), de origen glacial.

### Fracciones

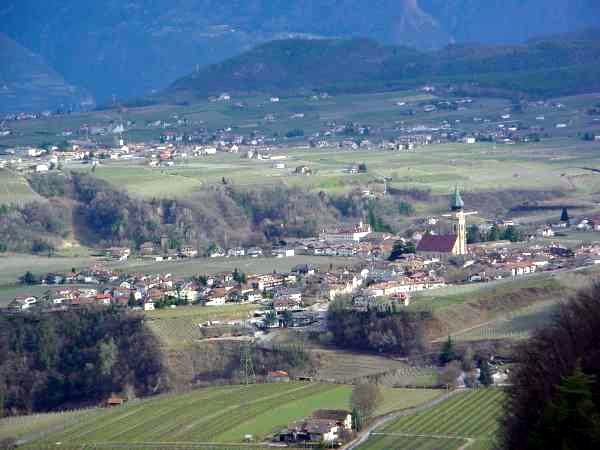
Las fracciones de San Paolo (en primer plano) y Cornaiano, vistas desde el castillo Boymont

El municipio de Appiano se subdivide en localidades más pequeñas o fracciones:
- San Michele (Sankt Michael)
- San Paolo (Sankt Pauls)
- Cornaiano (Girlan)
- Frangarto (Frangart)
- Monticolo (Montiggl)
- Predonico (Perdonig)
- Gaido (Gaid)
- Missiano (Missian)
- Riva di Sotto (Unterrain)

## Evolución demográfica
| Evolución demográfica de Appiano sulla Strada del Vino entre 1921 y 2001     |
|                                                                              |
| Fuente: Istituto Nazionale di Statistica - Elaboración gráfica por Wikipedia |

## Economía

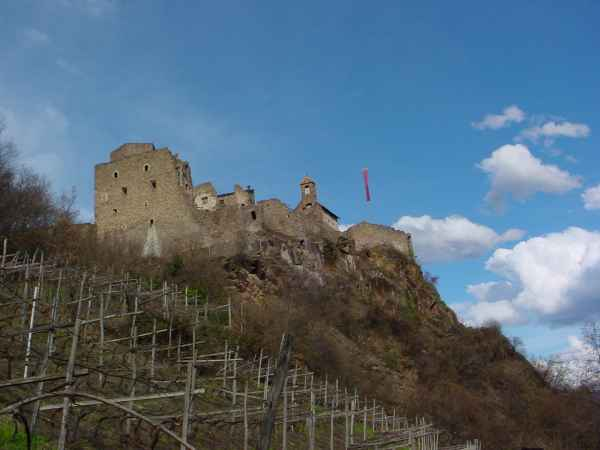
Castillo de Appiano.

Las actividades económicas más notables son el turismo (primaveral y veraniego), la industria artesanal y la actividad agrícola, principalmente consagrada a las viñas y manzanares.  
Cerca de un tercio de su población activa tiene empleo en la cercana Bolzano, capital de provincia.

## Personalidades célebres nacidas en Appiano
| * Egno von Eppan      | (†1273)     | Príncipe-obispo de Bressanone y Trento |
| * Johann Georg Plazer | (1704-1761) | Pintor rococó                          |
| * Leonhard von Call   | (1767-1815) | Compositor                             |
| * Sepp Kerschbaumer   | (1913-1964) | Activista del Tirol del Sur            |
| * Max Sparer          | (1886-1968) | Artista                                |